# Delias itamputi
Delias itamputi is een vlindersoort uit de familie van de Pieridae (witjes), onderfamilie Pierinae.
Delias itamputi werd in 1900 beschreven door Ribbe.